# Jan Drohojowski (biskup włocławski)
Jan Drohojowski herbu Korczak (ur. ok. 1505 w Drohojowie – zm. 25 czerwca 1557 w Wolborzu) – biskup kujawski od 1551, chełmski i kamieniecki od 1545.

## Życiorys
Syn Jana Parysa i Katarzyny Orzechowskiej (ciotki pisarza Stanisława Orzechowskiego).
Po odbyciu studiów na Akademii Krakowskiej, przebywał kilka lat na dworze biskupa krakowskiego Andrzeja Krzyckiego. W 1525 wyjechał na cztery lata do Włoch, gdzie kontynuował naukę na którymś z tamtejszych uniwersytetów. Tam też uzyskał tytuł doktora praw. Po powrocie do kraju, w 1532 uzyskał probostwo w Drohobyczu, w 1533 mianowany kanonikiem krakowskim, wtedy też przyjął święcenia kapłańskie. W 1543 roku jako kanonik przemyski został ekskomunikowany przez biskupa Stanisława Tarłę za posiadanie wielu niezgodnych ze sobą beneficjów bez dyspensy Stolicy Apostolskiej oraz za nieobecność na synodzie diecezjalnym. W 1545 mianowany biskupem kamienieckim, w tym samym roku chełmskim. Jako zwolennik obozu reform w Kościele katolickim, dzięki poparciu króla Zygmunta II Augusta został w 1551 biskupem kujawskim. 25 września 1551 odbył ingres do katedry włocławskiej.
Osiadł w rezydencji biskupów włocławskich w Wolborzu. Na swoim dworze biskupim otoczył się wieloma zwolennikami protestantyzmu, co spowodowało napomnienie papieża Leona XI. W 1555 nuncjusz apostolski w Polsce Luigi Lippomano przedstawił przeciwko niemu 15 zarzutów, m.in. oskarżył go o sprzyjanie Andrzejowi Fryczowi Modrzewskiemu, którego niektóre dzieła objęte zostały cenzurą kościelną. W 1556 jako poseł królewski odwoził Zofię Jagiellonkę do Brunszwiku. Po drodze zetknął się potajemnie z wieloma działaczami reformacji m.in. Matthiasem Flaciusem, któremu obiecał szukać na Litwie ruskich tekstów Biblii. Po powrocie stanął przed sądem nuncjusza, który uzyskał gotowe brewe papieskie, zawieszające w razie potrzeby Drohojowskiego od czynności biskupich. Trwający w 1556 proces wykazał wiele błędów doktrynalnych biskupa, ten jednak pozornie zerwał związki z protestantami i 20 czerwca 1556 wysłał list wyjaśniający do papieża Pawła V.
Dopiero na łożu śmierci wyznał publicznie, że żałuje, że nie opuścił kościoła katolickiego.